# Scott Darling
Scott Darling, född 22 december 1988, är en amerikansk professionell ishockeymålvakt som är free agent och klubblös.
Han har tidigare spelat på NHL-nivå för Carolina Hurricanes och Chicago Blackhawks och på lägre nivåer för Charlotte Checkers, Rockford Icehogs, Milwaukee Admirals och Hamilton Bulldogs i AHL, Florida Everblades, Wheeling Nailers och Cincinnati Cyclones i ECHL, Wichita Thunder i CHL och Maine Black Bears (University of Maine) i NCAA.
Darling draftades i sjätte rundan i 2007 års draft av Phoenix Coyotes som 153:e spelare totalt.
Han vann Stanley Cup med Blackhawks säsongen 2014-2015.

## Statistik
M = Matcher, V = Vinster, F = Förluster, O = Oavgjorda, ÖF = Förluster på övertid eller straffar, MIN = Spelade minuter, IM = Insläppta Mål, N = Hållit nollan, GIM = Genomsnitt insläppta mål per match, R% = Räddningsprocent

### Grundserie
| Källa: Uppdaterad: 2017-05-12 | Källa: Uppdaterad: 2017-05-12 | Källa: Uppdaterad: 2017-05-12 | Källa: Uppdaterad: 2017-05-12 | Källa: Uppdaterad: 2017-05-12 | Källa: Uppdaterad: 2017-05-12 | Källa: Uppdaterad: 2017-05-12 | Källa: Uppdaterad: 2017-05-12 | Källa: Uppdaterad: 2017-05-12 | Källa: Uppdaterad: 2017-05-12 | Källa: Uppdaterad: 2017-05-12 | Källa: Uppdaterad: 2017-05-12 | Källa: Uppdaterad: 2017-05-12 |  |
| Säsong                        | Lag                           | Liga                          | M                             | V                             | F                             | O                             | ÖF                            | MIN                           | IM                            | N                             | GIM                           | R%                            |  |
| ----------------------------- | ----------------------------- | ----------------------------- | ----------------------------- | ----------------------------- | ----------------------------- | ----------------------------- | ----------------------------- | ----------------------------- | ----------------------------- | ----------------------------- | ----------------------------- | ----------------------------- |  |
| 2005–2006                     | Chicago Young Americans       | MWEHL                         | 2                             | 0                             | 2                             | 0                             | —                             |                               | 10                            | 0                             | 5.00                          |                               |  |
|                               | North Iowa Outlaws            | NAHL                          | 8                             | 2                             | 4                             | 0                             | —                             | 405                           | 28                            | 0                             | 4.15                          | .888                          |  |
| 2006–2007                     | Capital District Selects      | EJHL                          | 22                            | 9                             | 9                             | 3                             | —                             | 1243                          | 70                            | 1                             | 3.38                          | .924                          |  |
|                               | North Iowa Outlaws            | NAHL                          | 1                             | 0                             | 0                             | 0                             | —                             | 15                            | 3                             | 0                             | 12.00                         | .786                          |  |
| 2007–2008                     | Indiana Ice                   | USHL                          | 42                            | 27                            | 10                            | 2                             | —                             | 2391                          | 121                           | 1                             | 3.04                          | .908                          |  |
| 2008–2009                     | Maine Black Bears             | NCAA                          | 27                            | 10                            | 14                            | 3                             | —                             | 1566                          | 72                            | 3                             | 2.76                          | .895                          |  |
| 2009–2010                     | Maine Black Bears             | NCAA                          | 27                            | 15                            | 6                             | 3                             | —                             | 1511                          | 78                            | 0                             | 3.10                          | .895                          |  |
| 2010–2011                     | Louisiana IceGators           | SPHL                          | 30                            | 6                             | 22                            | 0                             | —                             | 1598                          | 102                           | 0                             | 3.83                          | .892                          |  |
| 2011–2012                     | Mississippi RiverKings        | SPHL                          | 35                            | 15                            | 17                            | 1                             | —                             | 2055                          | 100                           | 1                             | 2.92                          | .905                          |  |
|                               | Florida Everblades            | ECHL                          | 1                             | 0                             | 1                             | 0                             | —                             | 58                            | 5                             | 0                             | 5.14                          | .773                          |  |
|                               | Wichita Thunder               | CHL                           | 1                             | 0                             | 1                             | 0                             | —                             | 60                            | 4                             | 0                             | 4.01                          | .840                          |  |
| 2012–2013                     | Wheeling Nailers              | ECHL                          | 32                            | 13                            | 12                            | 4                             | —                             | 1819                          | 85                            | 2                             | 2.80                          | .907                          |  |
|                               | Hamilton Bulldogs             | AHL                           | 1                             | 0                             | 0                             | 0                             | —                             | 25                            | 0                             | 0                             | 0.00                          | 1.000                         |  |
| 2013–2014                     | Milwaukee Admirals            | AHL                           | 26                            | 13                            | 6                             | 2                             | —                             | 1347                          | 45                            | 6                             | 2.00                          | .933                          |  |
|                               | Cincinnati Cyclones           | ECHL                          | 6                             | 4                             | 1                             | 1                             | —                             | 368                           | 16                            | 0                             | 2.61                          | .916                          |  |
| 2014–2015                     | Chicago Blackhawks            | NHL                           | 14                            | 9                             | 4                             | —                             | 0                             | 833                           | 27                            | 1                             | 1.94                          | .936                          |  |
|                               | Rockford Icehogs              | AHL                           | 26                            | 14                            | 8                             | 2                             | —                             | 1419                          | 52                            | 2                             | 2.20                          | .927                          |  |
| 2015–2016                     | Chicago Blackhawks            | NHL                           | 29                            | 12                            | 8                             | —                             | 4                             | 1561                          | 57                            | 1                             | 2.48                          | .915                          |  |
| 2016–2017                     | Chicago Blackhawks            | NHL                           | 32                            | 18                            | 5                             | —                             | 5                             | 1689                          | 67                            | 2                             | 2.38                          | .924                          |  |
| 2017–2018                     | Carolina Hurricanes           | NHL                           | 43                            | 13                            | 21                            | —                             | 7                             | 2476                          | 131                           | 0                             | 3.18                          | .888                          |  |
| 2018–2019                     | Carolina Hurricanes           | NHL                           | 8                             | 2                             | 4                             | —                             | 2                             | 486                           | 27                            | 0                             | 3.33                          | .884                          |  |
|                               | Charlotte Checkers            | AHL                           | 14                            | 5                             | 6                             | —                             | 2                             | 742                           | 42                            | 0                             | 3.40                          | .882                          |  |
| NHL totalt                    | NHL totalt                    | NHL totalt                    | 126                           | 54                            | 42                            | —                             | 18                            | 7042                          | 319                           | 4                             | 2.72                          | .908                          |  |
| AHL totalt                    | AHL totalt                    | AHL totalt                    | 53                            | 27                            | 14                            | 4                             | —                             | 2791                          | 97                            | 8                             | 2.09                          | .930                          |  |
| ECHL totalt                   | ECHL totalt                   | ECHL totalt                   | 39                            | 17                            | 19                            | 5                             | —                             | 2245                          | 106                           | 2                             | 3.51                          | .865                          |  |
| CHL totalt                    | CHL totalt                    | CHL totalt                    | 1                             | 0                             | 1                             | 0                             | —                             | 60                            | 4                             | 0                             | 4.01                          | .840                          |  |
| NCAA totalt                   | NCAA totalt                   | NCAA totalt                   | 54                            | 25                            | 20                            | 6                             | —                             | 3077                          | 150                           | 3                             | 2.93                          | .895                          |  |
| USHL totalt                   | USHL totalt                   | USHL totalt                   | 42                            | 27                            | 10                            | 2                             | —                             | 2391                          | 121                           | 1                             | 3.04                          | .908                          |  |
| NAHL totalt                   | NAHL totalt                   | NAHL totalt                   | 8                             | 2                             | 4                             | 0                             | —                             | 420                           | 31                            | 0                             | 8.07                          | .837                          |  |

### Slutspel
| Säsong      | Lag                | Liga        | M | V | F | MIN | IM | N | GIM  | R%   |
| ----------- | ------------------ | ----------- | - | - | - | --- | -- | - | ---- | ---- |
| 2007–2008   | Indiana Ice        | USHL        | 3 | 1 | 2 |     | 11 | 0 | 3.69 | .889 |
| 2015–2016   | Chicago Blackhawks | NHL         | 5 | 3 | 1 | 298 | 11 | 0 | 2.21 | .936 |
| NHL totalt  | NHL totalt         | NHL totalt  | 5 | 3 | 1 | 298 | 11 | 0 | 2.21 | .936 |
| USHL totalt | USHL totalt        | USHL totalt | 3 | 1 | 2 |     | 11 | 0 | 3.69 | .889 |